# Ambac Financial Group
Ambac Financial Group (Ambac) ist eine Holding aus den Vereinigten Staaten mit Sitz in New York. Primärer Geschäftszweck ist die Anleiheversicherung über das Tochterunternehmen Ambac Assurance Corporation.

## Geschäftstätigkeit
Ambac ist ein sogenannter Anleihen- oder Kreditversicherer, in der Branche auch Monoliner genannt. Als solcher bietet Ambac großen Marktteilnehmern, wie Banken, Fonds, oder anderen institutionellen Marktteilnehmern oder Investoren eine Versicherung gegen Ausfallrisiken bei Anleihen oder Krediten an. Hierbei übernimmt Ambac gegen eine Prämie die Ausfallsrisiken und entlastet dabei den eigentlichen Darlehensgeber bzw. Investor.
Ambac ist nach MBIA der zweitgrößte Anleihenversicherer und geriet wie dieser aufgrund der hohen Ausfallraten im Zuge der Finanzkrise ab 2007 in finanzielle Schwierigkeiten.

## Geschichte
Das Unternehmen wurde 1971 in Milwaukee, Wisconsin als Tochterunternehmen von MGIC Investment Corporation. gegründet. 1982 erwirbt das Unternehmen Baldwin-United das Unternehmen MCIC und die dazugehörigen Tochterunternehmen, inklusive Ambac.
1985 erwirbt das Finanzunternehmen Citibank die Mehrheit an Ambac.
1991 erfolgt der Gang von Ambac an die Börse; die Citibank behält 1992 49 % an Ambac.
2000 wird Ambac in den Finanzindex S&P 500 aufgenommen.
Anfang 2010 verklagt Ambac das Schweizer Finanzdienstleistungsunternehmen Credit Suisse auf Schadenersatz wegen angeblich falscher Angaben durch das Schweizer Unternehmen. Diese falschen Angaben hätten bisher zu Versicherungsschäden in Höhe von 44 Millionen US-Dollar geführt.
Am 1. November 2010 gab Ambac bekannt, dass an einem Insolvenzplan zur raschen Entschuldung mit den vorrangigen Gläubigern gearbeitet werde.
Am 8. November meldete Ambac Insolvenz nach Chapter 11 an.